# Thomas von Aquin

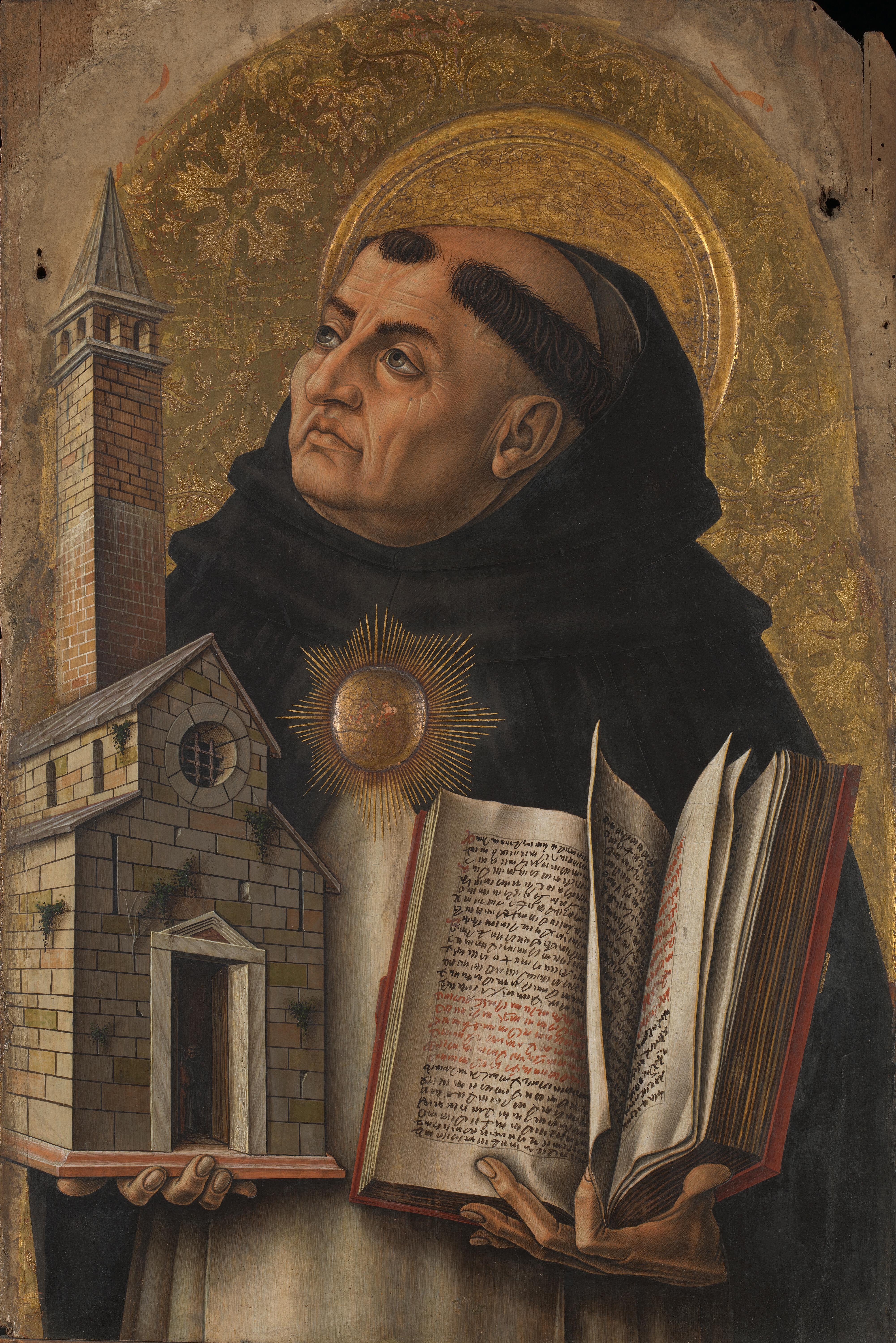
Thomas von Aquin (postumes Gemälde von Carlo Crivelli, 1476)

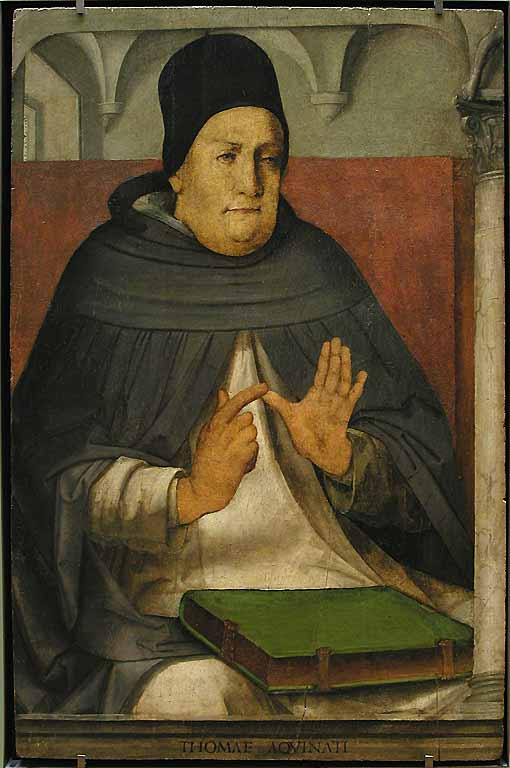
Thomas von Aquin (postumes Gemälde von Joos van Wassenhove, auch Justus van Gent, um 1475)

Thomas von Aquin (* kurz vor oder kurz nach Neujahr 1225 auf Schloss Roccasecca bei Aquino in Italien; † 7. März 1274 in Fossanova; auch Thomas Aquinas, „der Aquinat(e)“ oder nur Thomas genannt; italienisch Tommaso d’Aquino) war ein italienischer Dominikaner, ein einflussreicher Philosoph und ein bedeutender katholischer Theologe und Priester. Er gehört zu den bedeutendsten Kirchenlehrern der römisch-katholischen Kirche und ist als solcher unter verschiedenen Beinamen bekannt, etwa Doctor Angelicus. Seiner Wirkungsgeschichte in der Philosophie des hohen Mittelalters nach zählt er zu den Hauptvertretern der Scholastik. Er hinterließ ein sehr umfangreiches Werk, das etwa im Neuthomismus und der Neuscholastik bis in die heutige Zeit nachwirkt. In der römisch-katholischen Kirche wird er als Heiliger verehrt.

## Leben

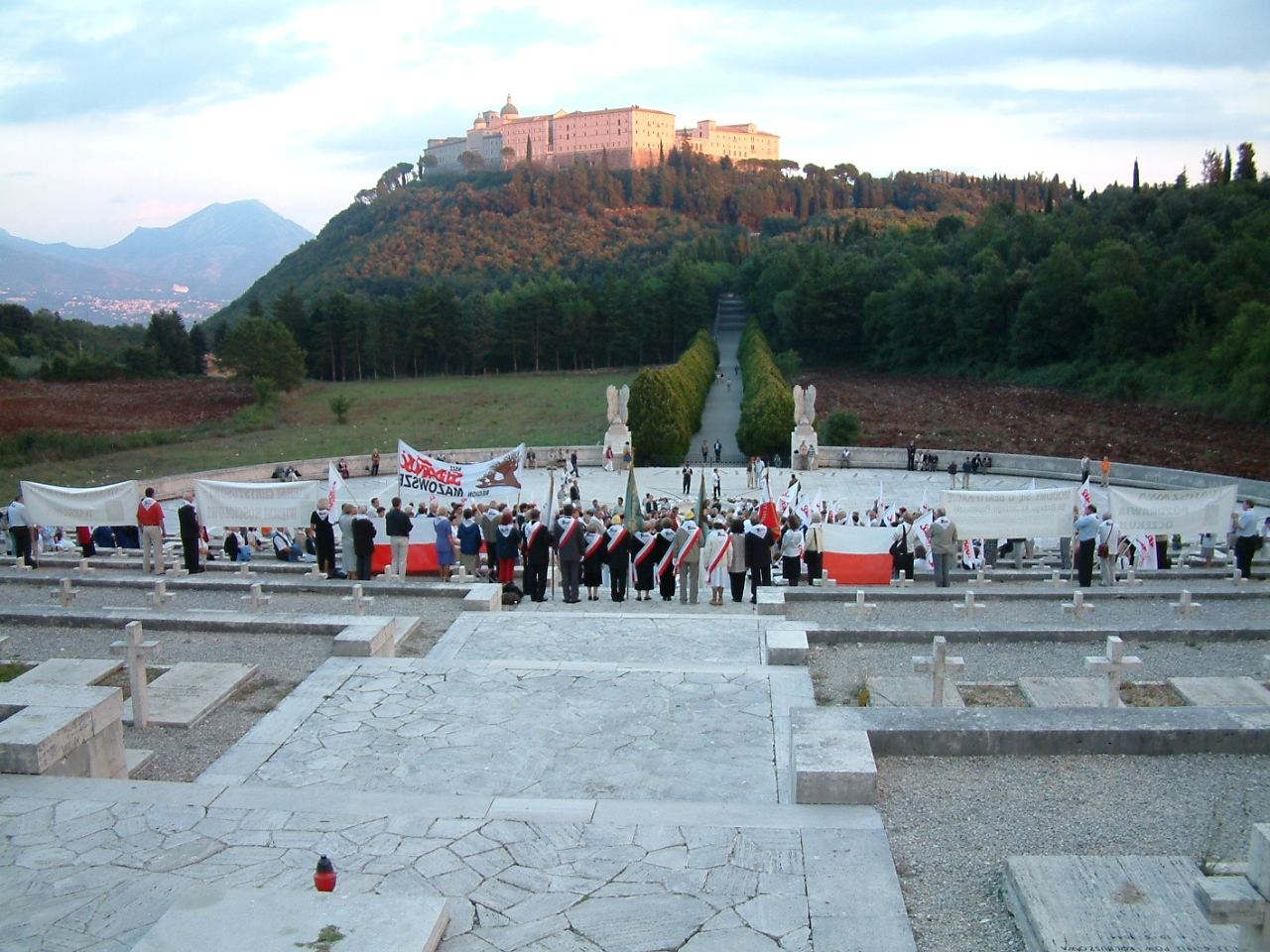
Monte Cassino, Italien (2004)

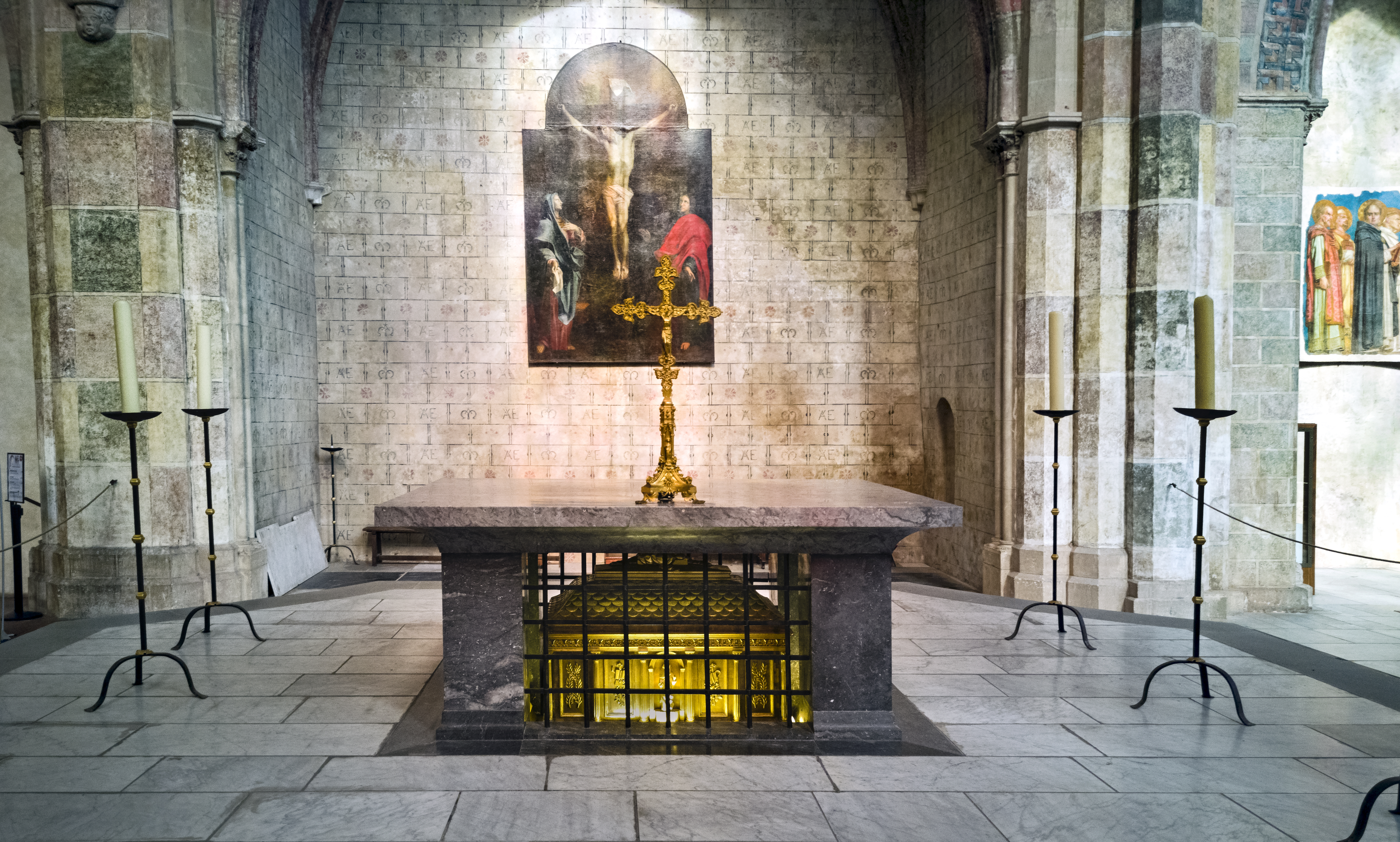
Reliquiar mit den Gebeinen des Thomas von Aquin in der Jakobinerkirche, Toulouse, Frankreich (2019)

Thomas von Aquin wurde kurz vor oder kurz nach Neujahr 1225 im Schloss Roccasecca, von Aquino 9 km entfernt, als siebtes Kind des Grafen Landulf von Aquino (* 1185), des Herrn von Loreto und Belcastro, und Donna Theodora, Gräfin von Teate aus der neapolitanischen Adelsfamilie Caraccioli (1183–1255), geboren. Mit fünf Jahren wurde er als Oblate in das Benediktinerkloster Montecassino geschickt, wo Sinibald, der Bruder seines Vaters, als Abt wirkte. Thomas’ Familie folgte damit der Tradition, den jüngsten Sohn der Familie in ein geistliches Amt zu geben. Es lag im Interesse der Familie, dass Thomas seinem Onkel nachfolgte. Von 1239 bis 1244 studierte er im Studium Generale der Universität Neapel. 1244 trat er gegen den Willen seiner Verwandten bei den Dominikanern ein, die 1215 als Bettelorden gegründet worden waren. Um Thomas dem Einfluss seiner Eltern zu entziehen, sandte der Orden ihn zunächst nach Rom und dann nach Bologna. Auf dem Weg dorthin wurde er jedoch von seinen im Auftrag der Mutter handelnden Brüdern überfallen und für kurze Zeit auf die Burg Monte San Giovanni Campano und anschließend nach Roccasecca gebracht. Von Mai 1244 bis Herbst 1245 hielt ihn seine Familie fest. Da Thomas fest in seinem Entschluss blieb, Dominikaner zu bleiben, gab die Familie nach und ließ ihn in den Dominikanerkonvent von Neapel zurückkehren.
An der Universität Paris studierte er von 1245 bis 1248 bei Albertus Magnus, dem er dann nach Köln folgte. Von 1248 bis 1252 war er dort Student und Assistent des Albertus. Ab 1252 war er wieder in Paris, wo er von 1252 bis 1256 als Sentenzenbakkalaureus erste eigene Lehrveranstaltungen über die Sentenzen des Petrus Lombardus hielt. Von 1256 bis 1259 lehrte er in Paris als Magister der Theologie. 1259 kehrte er nach Italien zurück und lehrte zunächst in Neapel (was allerdings nicht gesichert ist) und dann 1261 bis 1265 als Konventslektor des Dominikanerkonvents in Orvieto. Von 1265 bis 1268 war er Magister in Rom, wo er mit der Abfassung der Summa Theologiae begann. Von 1268 bis 1272 lehrte er zum zweiten Mal als Magister in Paris. In dieser Zeit entstanden besonders viele seiner Schriften, unter anderem der größte Teil der Summa Theologiae und die meisten seiner Aristoteles-Kommentare. Im Frühjahr 1272 verließ er Paris. Von Mitte 1272 bis Ende 1273 unterrichtete er als Magister in Neapel.
Der gewaltigen Menge seiner Schriften nach zu urteilen liegt es nahe, dem Zeugnis seines Hauptsekretärs zu glauben: demnach hat Thomas drei oder vier Sekretären gleichzeitig diktiert. Nach einer Anekdote, die in Martin Luthers Tischreden überliefert ist, verfügte Thomas über eine außergewöhnliche Leibesfülle. Damit er am Tisch sitzen konnte, sei ein Loch in die Tischplatte gesägt worden.
Thomas starb am 7. März 1274 auf der Reise zum Zweiten Konzil von Lyon im Kloster Fossanova. Dante deutet an einer Stelle im Purgatorium (XX, 69) seiner Commedia an, dass Karl I. von Anjou für Thomas’ Tod verantwortlich gewesen sei. Er folgt dabei einem – inzwischen widerlegten – Gerücht, wonach Thomas von Karl I. bzw. auf dessen Geheiß hin vergiftet worden sei. Villani (IX 218) teilt ein Gerücht mit (si dice: „man sagt“), dem zufolge Thomas von einem Arzt des Königs mit vergiftetem Konfekt ermordet wurde. Nach dieser Darstellung handelte der Arzt zwar nicht im Auftrag des Königs, aber in der Absicht, ihm einen Gefallen zu erweisen, weil er befürchtete, dass ein Mitglied aus dem Geschlecht der gegen Karl rebellierenden Grafen von Aquino in den Kardinalsrang erhoben werden sollte. In unterschiedlichen Versionen, die meist Karl die Verantwortung zuschreiben, wurde das Gerücht vom Giftmord auch in den frühen lateinischen und volkssprachlichen Dantekommentaren kolportiert, die in der Zeit nach Dantes Tod entstanden. Tolomeo da Lucca, ein ehemaliger Schüler und Beichtvater von Thomas, spricht in seiner Historia ecclesiastica nur von einer schweren Erkrankung auf der Reise bei der Ankunft in Kampanien, bietet jedoch keinen Hinweis auf eine unnatürliche Todesursache.

## Heiligsprechung und Erhebung zum Kirchenlehrer
Papst Johannes XXII. sprach Thomas 1323 heilig. 1567 wurde er in den Rang eines Kirchenlehrers erhoben. Seine Gebeine wurden am 28. Januar 1369 nach Toulouse überführt, wo sie seit 1974 wieder in der Kirche des Dominikanerklosters Les Jacobins ruhen. Von 1792 bis 1974 waren sie in der Basilika Saint-Sernin bestattet.

## Philosophie

### Einflüsse auf Thomas von Aquin

#### Aristoteles

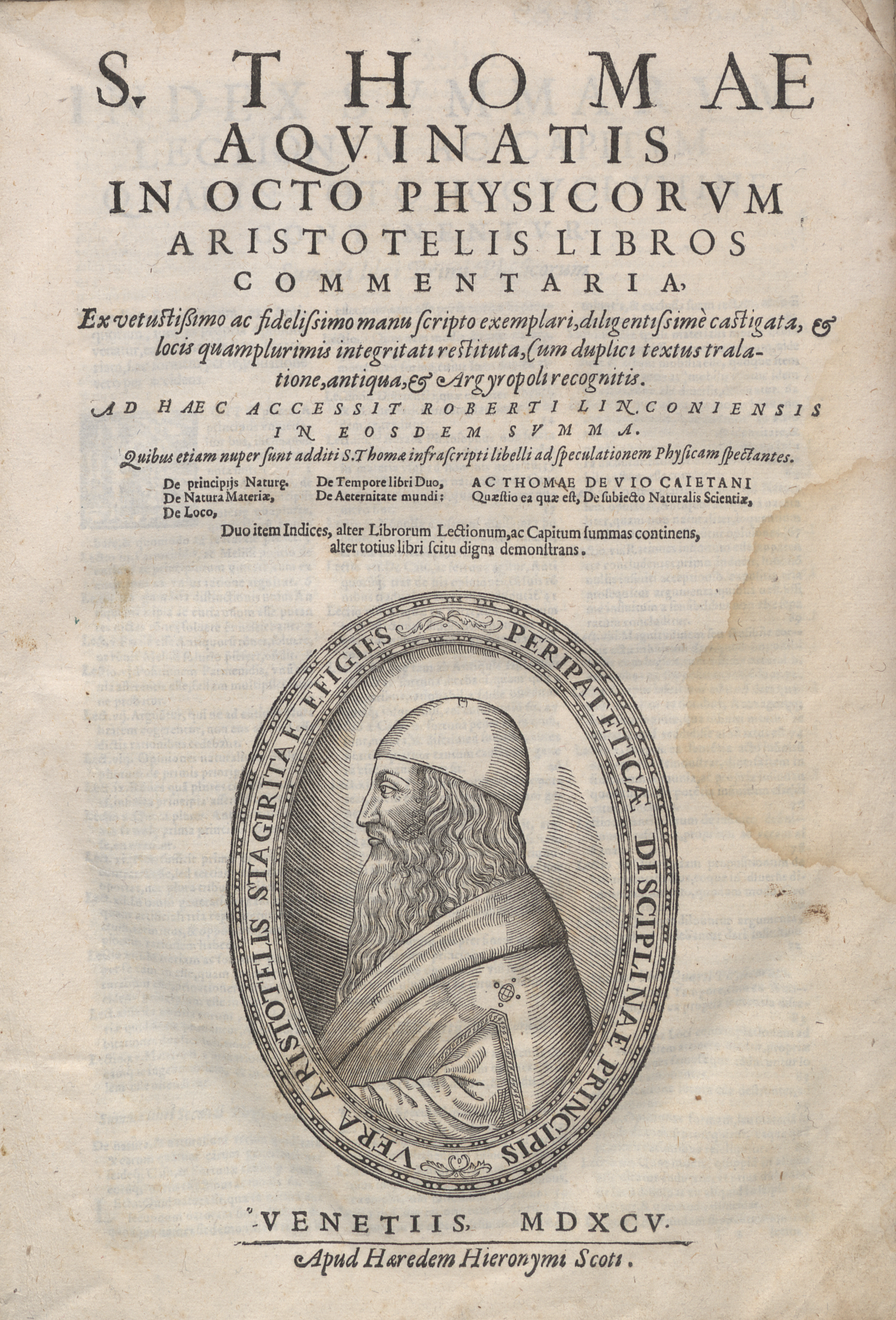
Super Physicam Aristotelis, 1595

Die Argumentationen von Thomas stützen sich zu einem großen Teil auf die sich im Hochmittelalter wieder ausbreitenden Gedanken des Aristoteles, die er – selbst Schüler des Begründers der mittelalterlichen Aristotelik, Albertus Magnus – in seinem universitären Wirken weitergibt und in seinen Werken mit der Theologie verbindet. So identifiziert er den Unbewegten Beweger aus der Physik des Aristoteles mit Gott. Gleichwohl arbeitet er in seiner Gotteslehre die Bedeutung der Offenbarung heraus, die für philosophische Überlegungen allein unerreichbar bleibe.

#### Johannes von Damaskus
Thomas von Aquin und Albertus Magnus waren nicht die ersten katholischen Aristoteliker. Schon der Kirchenvater Johann Damaszenus begründete seine Dogmatik ausdrücklich mit Aristoteles und seiner Methode; dies geschah 100 Jahre vor der ersten arabischen Aristotelesübersetzung. Papst Eugen III. ließ die Werke von Damaszenus ins Lateinische übersetzen. Struktur und Inhalt der damaszenischen Dogmatik sind – neben anderen Werken wie dem des Hilarius – auch Grundlage für die Zusammenstellung autoritativer Lehraussagen durch Petrus Lombardus. Dessen sogenannte libri sententiarum wurden dem theologischen Grundstudium zugrunde gelegt und durch den Magister kommentiert; viele hunderte dieser Sentenzenkommentare zum Werk des Lombarden sind erhalten, darunter auch derjenige des Thomas. Auch in der thomasischen Summe der Theologie wird Damaszenus sehr häufig zitiert.

#### Nemesios von Emesa
Thomas von Aquin zitiert zudem häufig die Schrift De natura hominis (Über die Natur des Menschen) des Bischofs Nemesius, welche er, dem Übersetzer Burgundio von Pisa (1110–1193) folgend, für ein Werk des Kirchenvaters Gregor von Nyssa hält.

### Metaphysik und Ontologie

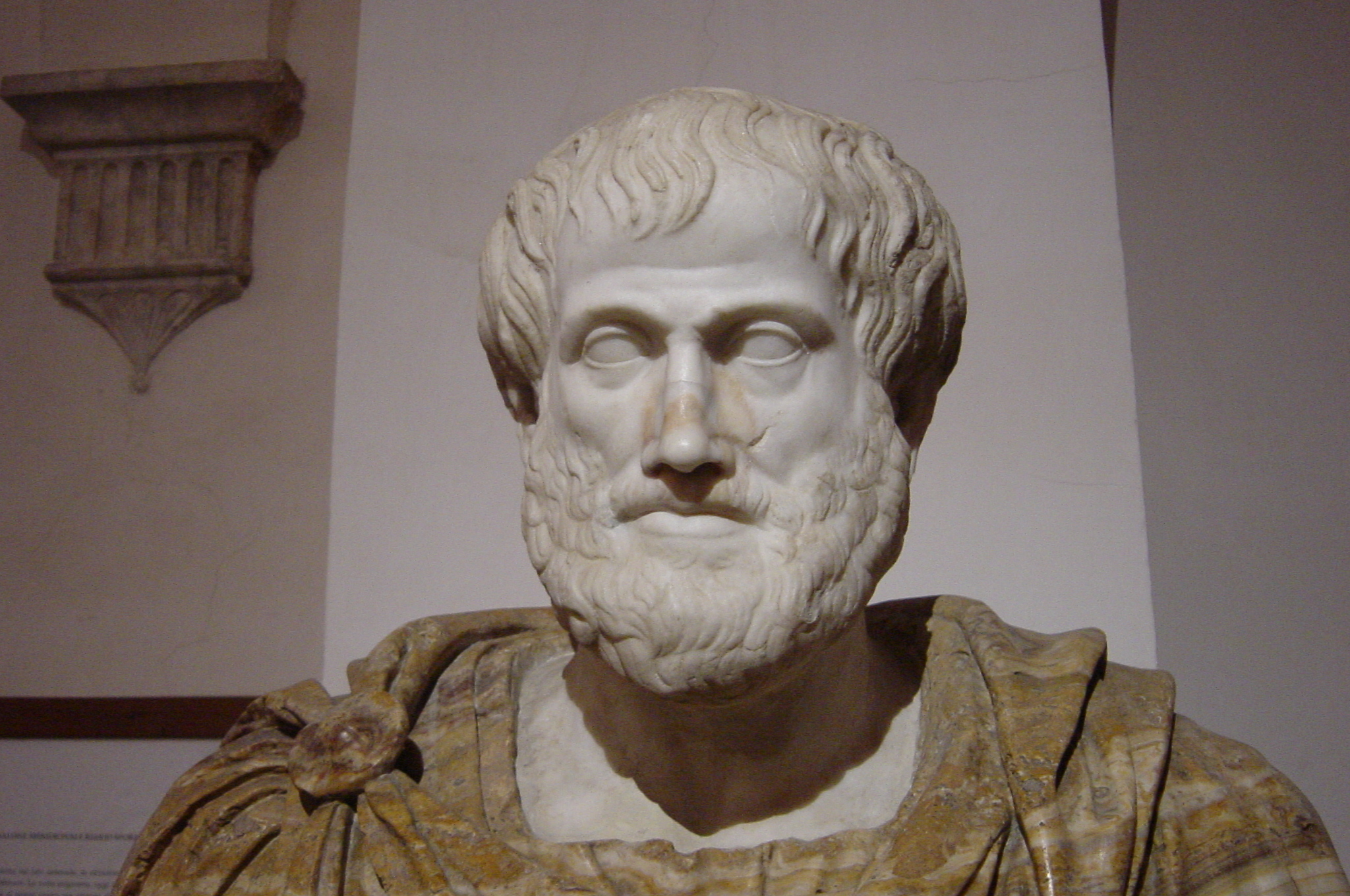
Aristoteles ist der wichtigste philosophiehistorische Bezugspunkt des Thomismus

Ein Kernelement der thomistischen Ontologie ist die Lehre von der Analogia entis. Sie besagt, dass der Begriff des Seins nicht eindeutig, sondern analog ist, also das Wort „Sein“ einen unterschiedlichen Sinn besitzt, je nachdem, auf welche Gegenstände es bezogen wird. Danach hat alles, was ist, das Sein und ist durch das Sein, aber es hat das Sein in verschiedener Weise. In höchster und eigentlicher Weise kommt es nur Gott zu: Nur er ist Sein. Alles andere Sein hat nur Teil am Sein und zwar entsprechend seinem Wesen. Weil das bloße Teilhaben am Sein bedeutet, dass ein Seiendes das Sein zwar empfängt, ohne aber es selbst zu sein, muss in allen geschaffenen Dingen also Wesen (essentia) und Existenz (esse) unterschieden werden; einzig bei Gott fallen diese zusammen.
Auch die Unterscheidung von Substanz und Akzidenz ist für das System des Thomas bedeutend. Er folgt dabei der aristotelischen Lehre, wonach dem Akzidens kein eigenes Sein zukommt, sondern nur ein Sein an der Substanz. Hierzu findet sich bei zahlreichen Scholastikern die Wendung „accidens (…) non est ens, sed entis“. Viele Kompendien zu Thomas’ Summa Theologiae führen in ihrem Index ebenfalls diese Wendung und verweisen auf ähnlich lautende Stellen im thomasischen Werk. Thomas nennt allerdings durchaus Akzidentien ens (secundum quid), auch wenn ens im Vollsinn und am Treffendsten die Substanz beschreibt.
Eine weitere wichtige Unterscheidung ist die von Materie und Form. Einzeldinge entstehen dadurch, dass die Materie durch die Form bestimmt wird (siehe Hylemorphismus). Die Grundformen Raum und Zeit haften untrennbar an der Materie. Die höchste Form ist Gott als Verursacher (causa efficiens) und als Endzweck (causa finalis) der Welt. Die ungeformte Urmaterie, d. h. der erste Stoff, ist die materia prima.
Um die mit dem Werden der Dinge zusammenhängenden Probleme zu lösen, greift Thomas auf die von Aristoteles geprägten Begriffe Akt und Potenz zurück. Weil es in Gott keine (substanzielle) Veränderung gibt, ist er actus purus, also reine Wirklichkeit.

### Erkenntnistheorie
In der Erkenntnistheorie des Thomas von Aquin ist es der intellectus agens, der tätige Verstand, der aus der sinnlichen Wahrnehmung eines Dinges dessen Quidditas, seine Washeit erkennt – ein Kunstwort, mit dem Thomas das Wesen (essentia) oder die Natur des Dinges bezeichnet, also das, was es mit anderen Dingen seiner Art gemeinsam hat. Das Einzelding wird zunächst durch Sinneseindrücke (species sensibilis) erfasst, und der Verstand abstrahiert daraus das nur geistig erkennbare Wesen (species intelligibilis).
Die Tätigkeit des Verstands beruht bei Thomas auf logischen und ontologischen Denkgesetzen wie dem Satz vom ausgeschlossenen Widerspruch, der Transitivität der Äquivalenzrelation und Prinzipien wie „keine Wirkung ohne Ursache“ oder „nur Wirkliches kann etwas anderes verwirklichen“.
Im Universalienstreit vertrat Thomas einen gemäßigten Realismus: Das Allgemeine (wie z. B. das Wesen) existiert nicht selbst, sondern ist in den Einzeldingen realisiert („non est ens, sed entis“). Universalien sind nach seiner Ansicht allgemeine Entitäten, die gleichzeitig in mehreren Einzeldingen instatiiert sind. Sie können nur in Einzeldingen existieren, sind aber nicht mit ihnen identisch. Universalien werden durch allgemeine Begriffe bezeichnet, existieren aber unabhängig von diesen Begriffen. (Siehe auch Thomas von Aquin und Platons Ideenlehre.)
Die von Thomas von Aquin vertretene Korrespondenztheorie der Wahrheit besagt, dass Wahrheit in der Übereinstimmung von Gegenstand und Vernunft besteht („Veritas est adaequatio rei et intellectus“). In den Quaestiones Disputatae de Veritate untersucht er den Sinngehalt von „Wahrheit“ und führt diesen auf die grundlegenden Inhalte des menschlichen Verstehens sowie auf die Grundbegriffe und Grundsätze des Beweisens und Schlussfolgerns zurück.
Um ein Ding zu erkennen, muss eine Übereinstimmung mit ihm herbeigeführt werden. Aus der aristotelischen Lehre, dass nur die Seele offen sein kann für alles Seiende, folgert Thomas, dass auch nur die Seele befähigt ist, die für das Erkennen notwendige Übereinstimmung von Gegenstand und Vernunft herzustellen:
„Zweitens gemäß dem Übereinstimmen eines Seienden mit einem anderen. Möglich ist das jedoch nur, wenn etwas angenommen wird, das mit jedem Seienden übereinstimmen kann. Dies aber ist die Seele, welche «gewissermaßen alles ist», wie es im 3. Buch «Von der Seele» heißt. In der Seele aber gibt es Erkenntnis- und Strebekraft. … Das Übereinstimmen jedoch eines Seienden mit dem Verstand drückt das Wort «Wahres» aus. Jede Erkenntnis aber vollzieht sich durch eine Anpassung des Erkennenden an das erkannte Ding, und zwar derart, daß die besagte Anpassung Ursache der Erkenntnis ist, …“ („Alio modo secundum convenientiam unius entis ad aliud, et hoc quidem non potest esse nisi accipiatur aliquid quod natum sit convenire cum omni ente; hoc autem est anima, quae »quodam modo est omnia«, ut dicitur in III De aninma: in anima autem est vis cognitiva et appetitiva; … convenientiam vero entis ad intellectum exprimit hoc nomen verum. Omnis autem cognitio perficitur per assimilationem cognoscentis ad rem cognitam, ita quod assimilatio dicta est causa cognitionis, …“).
In der frühen Phase der Scholastik, vor Thomas von Aquin, galt die Losung „credo ut intelligam“ – gläubiges Hinnehmen der geoffenbarten Wahrheit, um eben diese Wahrheit dann auch mit der Vernunft einzusehen. Die Philosophie als das Feld der Vernunft war der Theologie untergeordnet, das Erkannte deckte sich mit dem Geglaubten. Dagegen sind für Thomas von Aquin Offenbarung und Vernunft zwei selbständige Erkenntisquellen, und deshalb decken sich die Welt des Glaubens und die Welt des Wissens nur zum Teil. So existieren Glaubensgeheimnisse, die übervernünftig sind, während weite Bereiche und selbst Grundlagen der Religion wie das Dasein, die Unendlichkeit Gottes unabhängig von der Offenbarung für den Menschen erkennbar sind. Die Wissenschaft schafft die Vorbedingungen für die Aufnahme der Offenbarung, was einer umgekehrten Losung „intelligo ut credam“ entspräche.
Unter dem Einfluss des Aristoteles gab Thomas von Aquin der menschlichen Vernunft und der Wissenschaft eine ganz andere Wertigkeit. Die Philosophie erhält bei ihm ihre eigene Berechtigung aus der Schöpfungsordnung, denn Gott hat den Menschen mit Verstand und Vernunft ausgestattet. Thomas unterscheidet zwei Erkenntnisweisen: die natürliche Vernunft und den gnadenhaften Glauben, sowie zwei Erkenntnisperspektiven: a) von unten, d. h. in den Grenzen des menschlichen Erfahrungshorizonts, und b) von oben, durch Gottes Offenbarung. Schließlich unterscheidet er zwei Wissenschaften: Philosophie und Theologie, die sich gegenseitig stützen.

### Anthropologie
Thomas’ Anthropologie weist dem Menschen als leiblich-geistigem Vernunftwesen einen Platz zwischen den Engeln und den Tieren zu. Gestützt auf Aristoteles’ De Anima lehrt Thomas, dass die Seele den Geist als Kraft besitzt, oder besser gesagt, dass das Erkennen die Form der Seele ist (scientia forma animae), während die Seele ihrerseits die Form des Körpers ist (anima forma corporis). Da der Geist (intellectus) eine einfache, also nicht zusammengesetzte Substanz ist, kann er auch nicht zerstört werden und ist daher unsterblich. Der Geist kann auch nach der Trennung vom Leib seinen Haupttätigkeiten, dem Denken und Wollen, nachgehen. Die nach der Auferstehung zu erwartende Wiedervereinigung mit einem Leib lässt sich zwar nicht philosophisch, wohl aber theologisch beweisen.
Insgesamt vertritt Thomas eine auf den Mann zentrierte Anthropologie. Zum Verhältnis von Mann und Frau hat er sich an verschiedenen Stellen geäußert. Er folgt dabei den allgemein verbreiteten Urteilen seiner Zeit, stützt sich auf Aussagen des Alten Testaments und des Neuen Testaments und hält sich an Aristoteles als der größten naturwissenschaftlichen und philosophischen Autorität seiner Zeit. Für Thomas ist die Frau wie der Mann nach dem Ebenbilde Gottes geschaffen und hat deshalb grundsätzlich die gleiche Würde wie der Mann. Andererseits behauptet er aber, der Mann sei Prinzip und Ziel der Frau und die Frau sei „etwas Mangelhaftes und Misslungenes“ („aliqzi deficiens et occasionatum“).
Ein Predigt- oder Lehramt für Frauen lehnt Thomas ab: Lehren und öffentliches Amt in der Kirche seien Sache der Vorgesetzten und nicht der Untergebenen, zu denen die Frau aufgrund ihres Geschlechts wesentlich gehöre. Außerdem besäßen Frauen nicht die für ein solches Amt erforderliche Weisheit. Und nicht zuletzt sollten Männer durch predigende Frauen nicht zur Wollust verführt werden.

### Ethik
In der Ethik verbindet Thomas die aristotelische Tugendlehre mit christlich-augustinischen Erkenntnissen. Die Tugenden bestehen demnach im rechten Maß bzw. dem Ausgleich vernunftwidriger Gegensätze. Das ethische Verhalten zeichnet sich durch das Einhalten der Vernunftordnung aus (Naturrecht) und entspricht damit auch dem göttlichen Gesetzeswillen. Als Kardinaltugenden werden von Thomas prudentia (Klugheit), iustitia (Gerechtigkeit), temperantia (Mäßigung) und fortitudo (Tapferkeit) bezeichnet. Unabhängig davon zu sehen seien die drei christlichen Tugenden Glaube, Liebe und Hoffnung. (Für Glaube, Hoffnung und Liebe ist der Oberbegriff christliche Tugenden zwar gebräuchlich, aber richtiger sind es die göttlichen Tugenden, nicht in dem Sinn, als seien sie Tugenden Gottes, sondern dies meint, dass Gott das Objekt dieser Tugenden ist: Glaube an Gott, Hoffnung auf Gott, Liebe zu Gott.)
Das höchste Gut ist die ewige Glückseligkeit, die – im jenseitigen Leben – durch die unmittelbare Anschauung Gottes erreicht werden kann. Es zeigt sich daran der Primat der Erkenntnis vor dem Wollen.

### Almosenlehre
Thomas von Aquin stellte in seiner Almosenlehre das Gemeinwohl vorrangig vor das Wohl des Individuums. Er akzeptierte die Ständeordnung des Mittelalters, da sich darin die göttliche Ordnung spiegele. Zentral gehe es um das Seelenheil; die Arbeit sei sekundär, jedoch sei die Pflicht zur Arbeit ein göttliches Gebot für diejenigen, die nicht von eigenem Besitz leben können. Den Reichen böten Arme die Gelegenheit, ihrer christlichen Pflicht durch die Gabe von Almosen nachzugehen.

### Politische Philosophie und Staatsdenken
Thomas von Aquin war einer der einflussreichsten Theoretiker für das mittelalterliche Staatsdenken. Dabei sah er den Menschen als ein soziales Wesen, das in einer Gemeinschaft leben muss. In dieser Gemeinschaft tauscht er sich mit seinen Artgenossen aus, und es kommt zur gottgewollten Aufteilung der Arbeit.
Für den Staat empfiehlt er die Monarchie als beste Regierungsform, denn ein Alleinherrscher, der mit sich selbst eins ist, kann mehr Einheit bewirken als eine aristokratische Elite. Hier müssen sich mehrere einigen, was immer nur zu einem Kompromiss, also einer Angleichung, einer Anpassung, einer Aufgabe seiner eigenen Meinung und Überzeugung führt. Außerdem ist immer dasjenige am besten, was der Natur entspricht, und in der Natur haben alle Dinge nur ein Höchstes.
Thomas stellt die Monarchie als die beste Regierungsform der Tyrannis gegenüber, welche er als schlechteste aller denkbaren Regierungsformen bezeichnet. Dabei merkt er an, dass aus einer Aristokratie leichter eine Tyrannis entstehen kann als aus einer Monarchie.
Um die Tyrannei zu verhindern, muss die Gewalt des Alleinherrschers eingeschränkt sein. Eine Tyrannei ist dennoch zunächst zu ertragen, da die Gefahr einer Verschlimmerung bestehe (z. B. durch Anomie) (1 Petr 2,14–16 ). Der Tyrannenmord ist laut der Lehre der Apostel keine Heldentat (1 Petr 2,19 ).
So schlussfolgert Thomas, dass es besser ist, gegen eine Unterdrückung nur nach allgemeinem Beschluss vorzugehen.
Wie viele Staatsdenker des Mittelalters zieht auch Thomas von Aquin den organischen Vergleich zum Staatsgebilde heran. Hierbei sieht er den König an der Spitze des Staates, wie Gott an der Spitze der Schöpfung stehen. Weiterhin nehme er die Rolle der Vernunft bzw. der Seele für den menschlichen Körper ein, dessen Glieder und Organe die Bevölkerung darstellen. Seine Erfüllung findet, angelehnt an Aristoteles, jedes einzelne Glied in der Tugendhaftigkeit.
Dennoch sieht Thomas das Priestertum über dem Königtum; der Papst als Oberhaupt der Kirche steht also in Glaubens- und Sittenfragen über dem König. Deshalb sind die weltlichen Herrscher verpflichtet, ihre Gesetze entsprechend den dogmatischen und ethischen Vorgaben der Kirche zu gestalten und durchzusetzen. Beispielsweise müssen sie die Todesstrafe für Menschen, die die Kirche wegen Häresie verurteilt hat, vollstrecken und gegen Gruppen von Häretikern wie die Albigenser oder Waldenser militärisch vorgehen. Die Trennung von Staat und Kirche ist von dieser Position aus nicht möglich.
Entgegen der Annahme, Thomas habe die Sklaverei aus dem Naturrecht heraus als sittlich und rechtmäßig legitimiert, erachtete Thomas die Sklaverei tatsächlich nicht als aus dem Naturrecht hervorgehend (da laut Naturrecht alle Menschen gleichgestellt seien), kam jedoch zu dem Schluss, dass Sklaverei als Konsequenz für die Taten eines Individuums ein positives Recht und somit eine gerechtfertigte Strafmaßnahme sein könne.

## Theologie

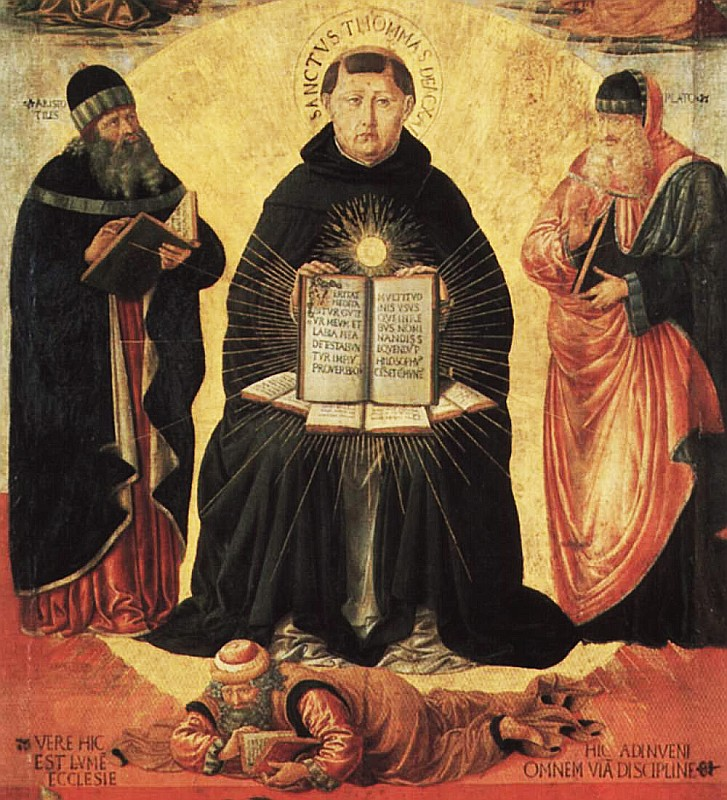
Benozzo Gozzoli, „Triumph des Hl. Thomas von Aquin über Averroes“ (1468/84). Thomas sitzt zwischen Aristoteles und Platon, vor ihm liegt niedergeworfen Averroes

### Synthese von antiker Philosophie und christlicher Dogmatik
Thomas beansprucht, der Theologie den Charakter einer Wissenschaft zu geben (siehe unten). Dies wird kirchlicherseits als eines seiner wesentlichen Verdienste gesehen. Aus dem rechtswissenschaftlichen Blickwinkel schuf er den theoretischen Rahmen für das kanonische Recht. Zur Klärung der Glaubensgeheimnisse zieht er dabei die natürliche Vernunft (seine Bezeichnung: appetitus quidam rationalis) heran, insbesondere das philosophische Denken des Aristoteles, vornehmlich auf Grundlage der Nikomachischen Ethik. Thomas hat die Gegensätze aufgelöst, die zu seiner Zeit zwischen den Anhängern zweier Philosophen bestanden: denen des Augustinus (der das Prinzip des menschlichen Glaubens betont) und des wiederentdeckten Aristoteles (der von der Erfahrungswelt und der darauf aufbauenden Erkenntnis ausgeht). Thomas versucht zu zeigen, dass sich diese beiden Lehren nicht widersprechen, sondern ergänzen, dass also einiges nur durch Glauben und Offenbarung, anderes auch oder nur durch Vernunft erklärt werden kann. Vor allem in dieser Synthese der antiken Philosophie mit der christlichen Dogmatik, die gerade auch für die Moderne von unabschätzbarer Bedeutung sei, wird seine Leistung gesehen. Thomas konnte aber 1270 die Verurteilung des Aristotelismus durch den Bischof von Paris Étienne Tempier nicht verhindern.

### Natürliche Theologie
Thomas von Aquin legte im Rahmen der Philosophischen bzw. Natürlichen Theologie Argumente dafür dar, dass der Glaube an die Existenz Gottes nicht vernunftwidrig ist, sich also Glaube und Vernunft nicht widersprechen. Seine Quinque viae („Fünf Wege“), dargestellt in seinem Hauptwerk, der Summa theologica (auch Summa Theologiae), hat Thomas zunächst nicht als „Gottesbeweise“ bezeichnet, sie können jedoch als solche aufgefasst werden, da sie rationale Gründe für Gottes Existenz darlegen. Die Argumentationskette endet jeweils mit der Feststellung „das ist es, was alle Gott nennen.“

### Eucharistie
Die Theologie Thomas von Aquins hatte einen prägenden Einfluss auf die katholische Lehre von der Eucharistie. Er wandte die Begriffe der Substanz und der Akzidenz auf das Geschehen in der heiligen Messe an: Die Akzidenzien, d. h. die Eigenschaften von Brot und Wein bleiben laut Thomas erhalten, während sich die Substanz der eucharistischen Gaben in Leib und Blut des auferstandenen Christus verwandelt (Transsubstantiation). Charakteristisch für die thomistische Eucharistielehre ist die strenge Befolgung metaphysischer Prinzipien, was sich in der Ablehnung der Multilokation zeigt. Gemäß der thomistischen Auffassung ist Christus in den heiligen Gestalten des verwandelten Brotes und Weines an mehreren Orten präsent, wobei keiner dieser Orte der Ort Christi ist, da er sich jetzt im Himmel befindet. Die heiligen Gestalten bleiben räumlich und zeitlich da, wo sich vormals Brot und Wein befanden.

### Hölle
In seiner Summa contra gentiles geht Thomas u. a. auch auf das Fegefeuer bzw. die Hölle ein und übernimmt dabei die Sicht von Augustinus. Er verwirft die Lehre von der Wiederherstellung aller Dinge am Ende der Zeiten:

„…den Irrtum derjenigen, die behaupten, dass die Strafen der Gottlosen irgendwann beendet sein werden.“

Allerdings führt er eine neue Begründung für die angenommene Endlosigkeit und Grauenhaftigkeit solch einer Strafe ein, die aufgrund einer einzigen falschen Entscheidung über den Menschen kommen soll:

„Die Größe der Strafe entspricht der Größe der Sünde […] Nun aber wiegt eine Sünde gegen Gott unendlich schwer, denn je höher eine Person steht, gegen die man Sünde begeht, desto schwerer ist die Sünde.“

Er argumentiert auch, dass die Strafen, die die Gottlosen erleiden müssen, sowohl eine psychische oder seelische Seite (Gottesferne) als auch eine physische Seite (körperliche Schmerzen) haben, so dass die Gottlosen also zweifach gestraft seien.

### Spiritualität
Thomas ist in erster Linie wegen seiner Verdienste um die Theologie und die Philosophie in die Geschichte eingegangen. Darüber hinaus wird sein Werk aber auch wegen einer tiefen Frömmigkeit geschätzt.
Am Nikolaustag 1273, drei Monate vor seinem Tode soll Thomas laut einem Bericht des Bartholomäus von Capua während einer Feier der heiligen Messe von etwas ihn zutiefst Berührendem betroffen worden sein und anschließend jegliche Arbeit an seinen Schriften eingestellt haben. Auf die Aufforderung zur Weiterarbeit soll er mit den Worten reagiert haben:

„Alles, was ich geschrieben habe, kommt mir vor wie Stroh im Vergleich zu dem, was ich gesehen habe.“

In der Hagiographie wird dieser Ausspruch als Reaktion auf eine Gotteserfahrung gedeutet.

### Liturgie
Papst Urban IV. erhob 1264 das Fronleichnamsfest zum Fest der Gesamtkirche und beauftragte Thomas von Aquin, dafür ein eigenes Proprium für das Stundengebet und die heilige Messe zu verfassen. Die darin enthaltenen Hymnen haben den Charakter des Festes entscheidend geprägt: Panis angelicus, Pange lingua, Adoro te devote, Verbum supernum prodiens und die Sequenz Lauda Sion. Die beiden letzten Strophen des Pange lingua haben sich zu einem eigenen Hymnus Tantum ergo entwickelt, der oft bei der eucharistischen Anbetung gesungen wird.

### Dreieinigkeit
Die Dreieinigkeit bzw. Dreifaltigkeit oder Trinität Gottes sieht Thomas zwar als ein Geheimnis (Mysterium), sie kann jedoch unter Zuhilfenahme der göttlichen, d. h. biblischen Offenbarung teilweise „verstanden“ werden. Demnach ist der eine Gott in drei Personen (Subsistenzen) die eine göttliche Natur und darum gleich ewig und allmächtig. Weder der Begriff der „Zeugung“ beim Sohn (Jesus) noch derjenige der „Hauchung“ beim Heiligen Geist darf Thomas zufolge im wörtlichen bzw. weltlichen Sinne verstanden werden. Vielmehr ist die zweite und dritte Person Gottes die ewige Selbsterkenntnis und Selbstbejahung der ersten Person Gottes, d. h. Gott Vaters. Weil bei Gott Erkenntnis bzw. Wille und (sein) Wesen mit seinem Sein zusammenfallen, ist seine vollkommene Selbsterkenntnis und Selbstliebe von seiner Natur, also göttlich.

### Strafen

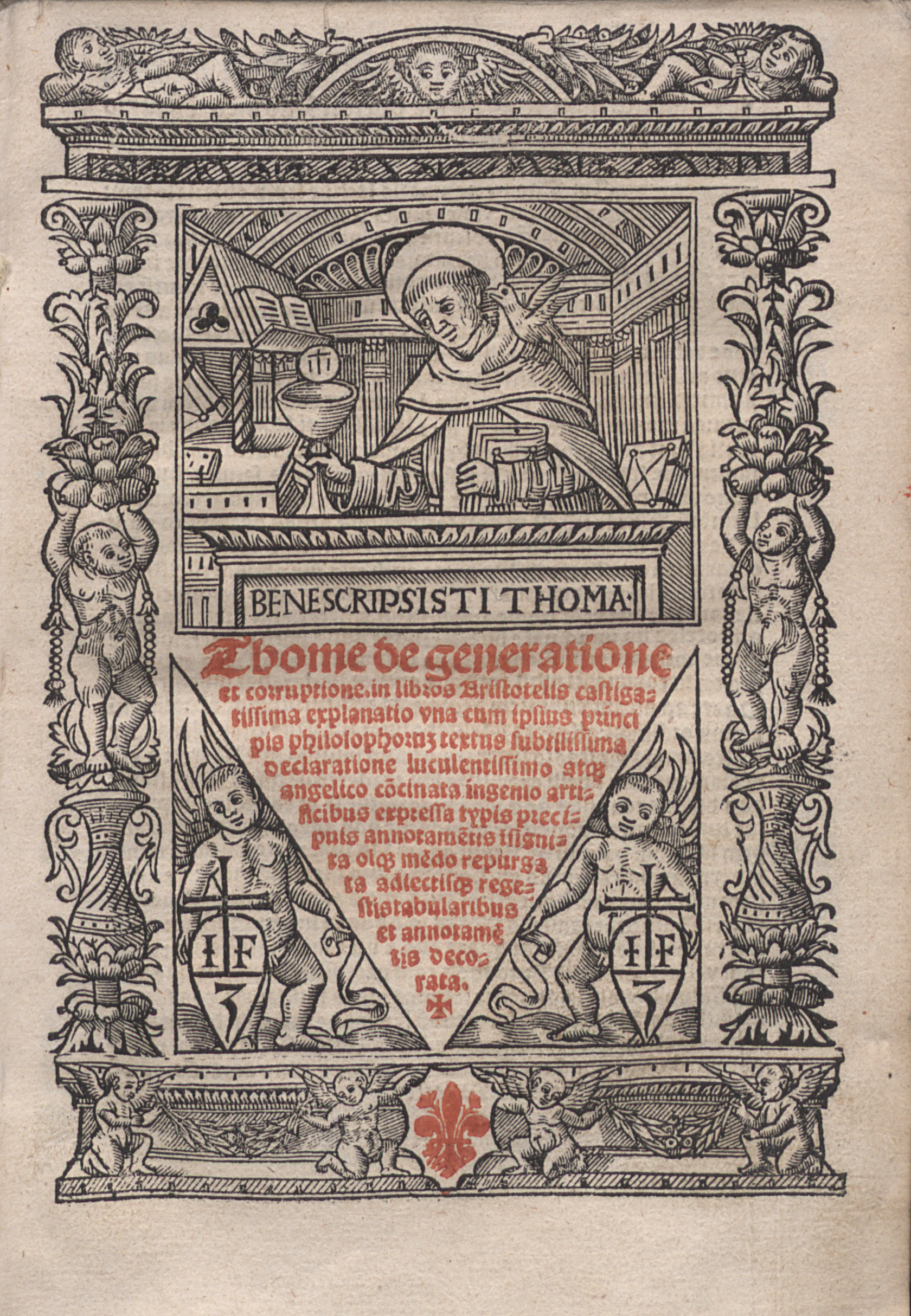
Super libros de generatione et corruptione

Zu den heute schwer nachvollziehbaren Teilen von Thomas’ Lehre gehört es, dass er neben der Exkommunikation die Hinrichtung von Häretikern für legitim gehalten hat, da er deren Vergehen im Vergleich zu Falschmünzern, welche damals dem Tode überliefert wurden, als schwerwiegender ansieht (Falschmünzer-Vergleich) (Summa theologiae, II-II, q. 11, art. 3). Mit dem Satz „Accipere fidem est voluntatis, sed tenere fidem iam acceptam est necessitatis (Die Annahme des Glaubens ist freiwillig, den angenommenen Glauben beizubehalten notwendig)“ lieferte er den theoretischen Unterbau für die mittelalterliche Inquisition.
Auch war er gegen das Verleihen gegen Zins, musste jedoch im Laufe seiner ökonomischen Beschäftigung mit dem Thema von einem vollständigen Zinsverbot zurückstehen.

## Nachleben

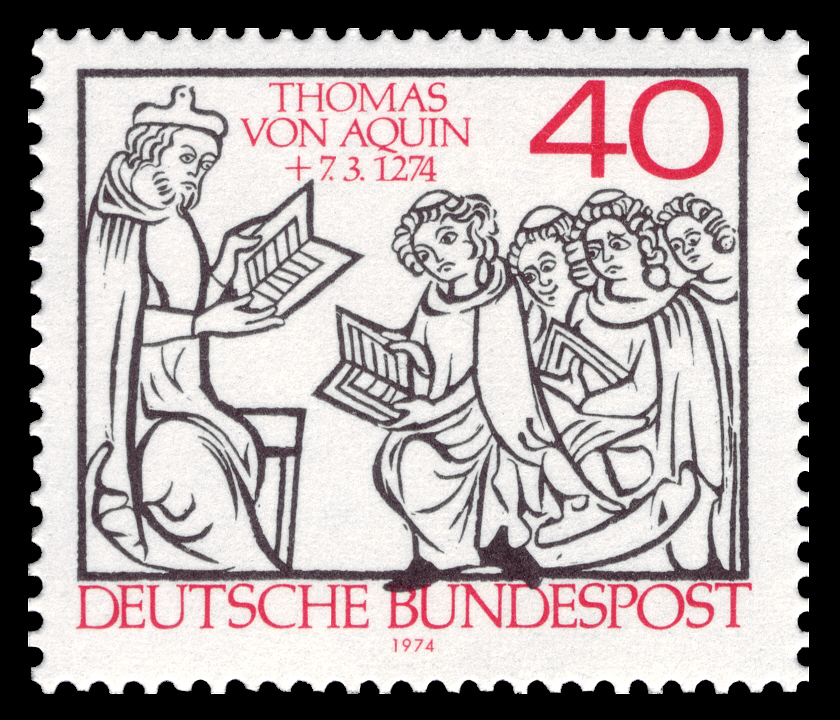
Deutsche Briefmarke zum 700. Todestag (1974)

Thomas von Aquin wurde am 18. Juli 1323 von Papst Johannes XXII. heiliggesprochen. Sein Orden bemühte sich mit einigem Erfolg, seinen Lehren Verbindlichkeit zu schaffen. Die Schule von Salamanca machte seine Summa theologica zum Unterrichtsmaterial und sorgte für eine Thomas-Renaissance im 16. Jahrhundert. Sein Werk und seine Ideen wurden 1879 durch die Enzyklika Aeterni Patris von Papst Leo XIII. zur Grundlage der katholischen akademischen Ausbildung erhoben. Über Jahrzehnte stabilisierte diese Engführung die römisch-katholische Lehre. Auch das Zweite Vatikanische Konzil empfiehlt Thomas ausdrücklich als den Lehrer, nach dessen Lehre sich die Theologie sowie die Philosophie im Studium der zukünftigen Priester zu richten haben (Optatam totius). Die Enzyklika Fides et ratio von Papst Johannes Paul II. und das neue Kirchenrecht haben diese Empfehlung erneut bestätigt.
Schon um 1300 trat der Franziskaner Johannes Duns Scotus gegen Thomas auf und gründete die philosophisch-theologische Schule der Scotisten, mit der die Thomisten an den Universitäten in Fehde lebten. Thomas’ Anhänger verteidigten die strenge Lehre des Augustinus von der Gnade und bestritten die Unbefleckte Empfängnis Mariens, der Mutter Jesu. In der Frage der Freiheit der Gottesmutter von Erbsünde hat sich die spätere Kirche von den Zweifeln, die in der thomistischen Schule häufig anzutreffen sind, abgegrenzt, wobei umstritten bleibt, inwieweit Thomas tatsächlich ein Gegner des Dogmas war.
Auch Ramon Llull hat sich gegen die thomistische Scholastik ausgesprochen und damit indirekt die jahrelange Indizierung der Werke und die Verfolgung der Lullisten bewirkt.

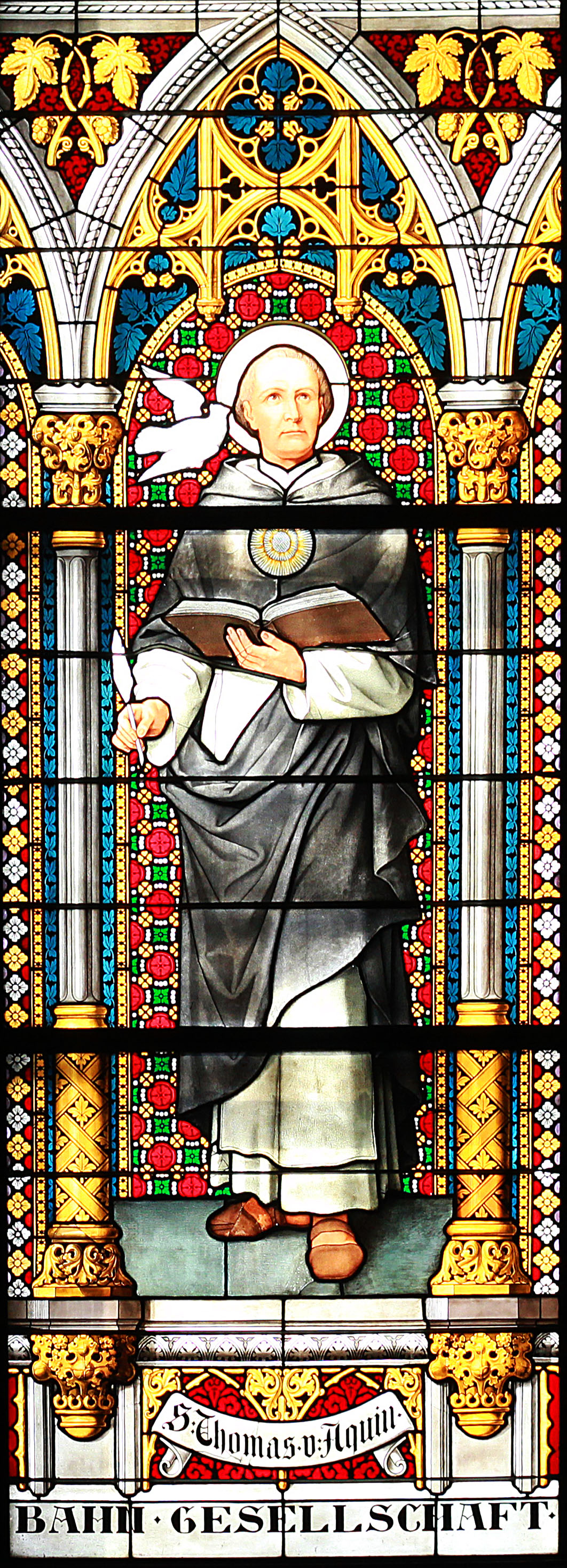
Darstellung in einem Fenster des Kölner Domes (Ende 19. Jahrhundert.)

Ende des 19. und Anfang des 20. Jahrhunderts gab es einerseits ein verstärktes Interesse an der philosophiegeschichtlichen Erforschung der Werke des Thomas (z. B. Martin Grabmann), und andererseits wurde im Thomismus, Neuthomismus und der Neuscholastik auf Grundlage seines Werkes eine philosophische Weiterentwicklung vorgenommen (z. B. Konstantin von Schaezler). In neuerer Zeit hat Josef Pieper sowohl die Tugendlehre als auch die Philosophie und Theologie des Thomas in zahlreichen Büchern und Vorträgen behandelt. Karl Rahner interpretierte Thomas von Aquin auf dem Hintergrund seiner Transzendentaltheologie.
Nach Thomas ist die von ihm begründete Päpstliche Universität Heiliger Thomas von Aquin in Rom benannt.
Die in Rom ansässige Società Internazionale Tommaso d’Aquino (SITA) und die von ihr anerkannten regionalen SITA-Sektionen (zu denen ab 2003 für wenige Jahre auch die Deutsche Thomas-Gesellschaft e. V. gehörte, die das Jahrbuch Doctor Angelicus : annuarium thomisticum internationale mit herausgab) widmen sich dem Studium des Denkens von Thomas von Aquin, der Verbreitung seines Denkens und dem Dialog mit der Kultur unserer Zeit.

## Gedenktage
- Katholisch: [Übertragung der Gebeine] 28. Januar (Gebotener Gedenktag im Allgemeinen Römischen Kalender)
- Evangelisch: 8. März im Evangelischen Namenkalender der EKD,[37] 28. Januar im Kalender der Evangelisch-Lutherischen Kirche in Amerika[38]
- Anglikanisch: 28. Januar[39]

## Kirchen
- Santi Costanzo e Tommaso d’Aquino
- St. Thomas von Aquin (Berlin-Charlottenburg)
- St. Thomas von Aquin (Akademiekirche)
- St Thomas of Aquinas (Bletchley)
- Jakobinerkonvent (Toulouse)
- St. Thomas von Aquin (Trockau)

## Werke
Im Gegensatz zu anderen großen Philosophen wie etwa Albertus Magnus, der verschiedene Ämter innehatte, gab sich Thomas ganz der Wissenschaft hin. Er schuf ein monumentales Werk, das in sechs Kategorien eingeteilt wird:
1. Schriften, die unmittelbar im Zusammenhang mit dem Unterricht entstanden sind: Inkunabelseite aus der „Summa Theologica“, Druck Peter Schöffer, 1471; rot rubriziert
  - Sentenzenkommentar
  - Quaestiones quodlibetales
  - Quaestiones disputatae

  1. De spiritualibus Creaturis[40]

  - Über die Wahrheit
  - Über Seiendes und Wesenheit

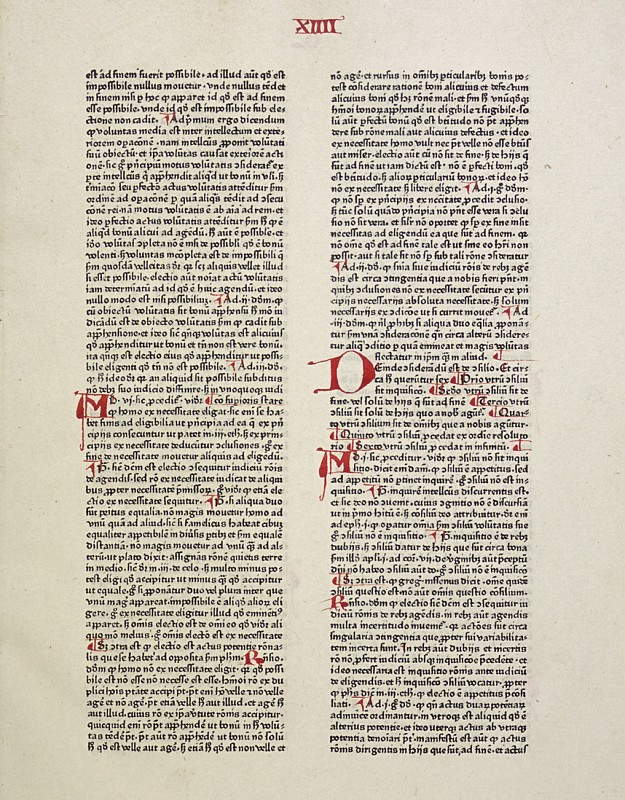
Inkunabelseite aus der „Summa Theologica“, Druck Peter Schöffer, 1471; rot rubriziert

2. Kommentare zu den Schriften von Aristoteles:
  - zur Logik
  - zur Physik
  - zu De caelo et mundo
  - zu De generatione et corruptione
  - zu Meteora
  - zu De anima
  - zu De sensu et sensato
  - zu Nikomachische Ethik
  - zur Politik[41]
  - zur Metaphysik
    - Weitere Kommentare zu:

  - Dionysius Areopagita, De divinis nominibus
  - Liber de causis (Expositio super librum de causis)
  - Boethius, De trinitate
  - Boethius, De hebdomadibus
3. Kleinere Schriften und Streitschriften wie
  - Über das Böse
  - Über Lüge und Irrtum
  - Über die Vollkommenheit des geistlichen Lebens
  - Über die Herrschaft der Fürsten
  - Über die Einheit des Intellekts gegen die Averoisten
  - Compendium theologiae
4. Systematische (Haupt)-Werke:
  - Summa contra gentiles
  - Summa theologica (Digitalisat)
5. Kommentare zur Bibel
  - Zu Hiob
  - Zu Psalmen (Psalm 1–51)
  - Zu Jeremia
  - Zu den Klageliedern Jeremias
  - Zu Jesaja
  - Katenenkommentare zu den vier Evangelien (Catena aurea)
  - Vorlesungen zu Matthäus und Johannes
  - Vorlesungen zu den Briefen des Apostels Paulus
6. Hymnen zum Fronleichnamsfest
  - Sacris solemniis (zur Matutin), mit den Schlussstrophen Panis angelicus
  - Verbum supernum prodiens (zu den Laudes), mit den Schlußstrophen O salutaris hostia
  - Pange Lingua (zur Vesper) mit den Schlussstrophen Tantum ergo, Gotteslob 494
  - Lauda Sion (Sequenz der Messe), dt. Gotteslob (1975) 545
  - Adoro te devote, dt. Gotteslob 497

Die Summa contra gentiles und insbesondere die Summa theologica bilden einen Höhepunkt thomanischen Schaffens. Sein Werk wurde im 19. Jahrhundert von der römisch-katholischen Kirche zur Grundlage der christlichen Philosophie erklärt.

### Wörterbücher, lexikalische und bibliographische Hilfsmittel
- Ludwig Schütz: Thomas-Lexikon. Sammlung, Übersetzung und Erklärung der in sämtlichen Werken des hl. Thomas von Aquin vorkommenden Kunstausdrücke und wissenschaftlichen Aussprüche. Paderborn: Schöningh 2. Aufl. 1895 (Nachdruck Stuttgart: Frommann-Holzboog 1964 u. ö.) (x, 889 S.).
- Corpus Thomisticum (Internet-Bibliothek aller Texte des Thomas von Aquin, ggf. mit Übersetzungen, die Volltext-Recherchen ermöglicht; bietet auch eine Gesamtbibliographie zur Thomas-Forschung).

### Editionen und Übersetzungen
- Kritische Ausgabe: sog. Editio Leonina: Sancti Thomae Aquinatis doctoris angelici Opera omnia iussu Leonis XIII. P.M. edita, cura et studio fratrum praedicatorum, Rom 1882ff.
- Die deutsche Thomas-Ausgabe (Summa theologica), Übers. von Dominikanern u. Benediktinern Deutschlands u. Österreichs. Vollst., ungekürzte dt.-lat. Ausg., Graz [u. a.]: Styria, früher teilw. im Pustet-Verl., Salzburg, teilw. im Kerle-Verl., Heidelberg u. Verl. Styria Graz, Wien, Köln, 1933ff., 34 Bde. (noch unvollendet).
- Opera Omnia ut sunt in Indice Thomistico; additis 61 scriptis ex aliis medii aevi auctoribus. Curante Roberto Busa. 7 Bde. Frommann-Holzboog. Stuttgart-Bad Cannstatt 1980, ISBN 978-3-7728-0800-5.
- Summe gegen die Heiden (Thomae Aquinatis summae contra gentiles libri quattuor), hrsg. u. übers. von Karl Allgaier, 4 Bde., Darmstadt: Wiss. Buchges., 1974–1996, ISBN 3-534-00378-0.
- Summe der Theologie, hrsg. u. übers. von Joseph Bernhart (Auswahl), Kröner Verl., Stuttgart, Bd. 1: Gott und Schöpfung, ISBN 3-520-10503-9, Bd. 2: Die sittliche Weltordnung, ISBN 3-520-10603-5, Bd. 3: Der Mensch und das Heil, ISBN 3-520-10903-4.
- Über das letzte Ziel des menschlichen Lebens. De ultimo fine humanae vitae, Text lateinisch und deutsch. Hrsg., übersetzt und kommentiert von Winfried Czapiewski, Verlag Laufen, Oberhausen 2019, ISBN 978-3-87468-377-7.
- Über sittliches Handeln: Summa theologiae I – II q. 18–21, lat.-dt., kommentiert und hrsg. von Rolf Schönberger, Reclam, Stuttgart 2001 (Universal-Bibliothek: 18162), ISBN 3-15-018162-3.
- Horst Seidl (Hrsg.): Die Gottesbeweise in der ‚Summe gegen die Heiden‘ und der ‚Summe der Theologie‘; Text mit Übersetzung, Einleitung und Kommentar, lat.-dt. 3. Auflage. Meiner, Hamburg 1996, ISBN 3-7873-1192-0 (Übersetzt und herausgegeben von Horst Seidl.).
- Quaestiones disputatae, vollst. Ausg. in dt. Übers., 13 Bände, hrsg. von Rolf Schönberger, Meiner, Hamburg 2009, ISBN 978-3-7873-1900-8 (Bände 1–6: Über die Wahrheit, Bände 7–9: Über Gottes Vermögen, Band 10: Über die Tugenden, Band 11–12: Über das Übel, Band 13: Über die Seele).
- De rationibus fidei, kommentierte lat.-dt. Ausg. von Ludwig Hagemann u. Reinhold Glei (Corpus Islamo-Christianum, Series Latina, Bd. 2), CIS-Verlag, Altenberge 1987.
- Über den Lehrer / De magistro. Quaestiones disputatae de veritate, Quaestio XI; Summa theologiae, Pars I, quaestio 117, articulus 1. Hrsg., übers. u. komm. von Gabriel Jüssen, Gerhard Krieger, Johannes H. J. Schneider. Mit einer Einl. v. Heinrich Pauli (Philosophische Bibliothek 412). Meiner, Hamburg 2006 (lvi, 189 S.), ISBN 978-3-7873-1799-8.
- Von der Wahrheit, lat.-dt., hrsg. von Albert Zimmermann. Meiner, Hamburg 1986, ISBN 978-3-7873-0669-5.
- De principiis naturae – Die Prinzipien der Wirklichkeit, lat.-dt., übers. u. kommentiert von Richard Heinzmann, Kohlhammer, Stuttgart 1999, ISBN 978-3-17-015633-3.
- Über Seiendes und Wesenheit, lat.-dt., hrsg. von Horst Seidl. Meiner, Hamburg 1988, ISBN 978-3-7873-0771-5.
- Über das Sein und das Wesen, dt.-lat., übers. u. erl. von Rudolf Allers, Wissenschaftliche Buchgesellschaft, Darmstadt 1980, ISBN 3-534-00024-2.
- De ente et essentia/Über das Seiende und das Wesen, lat.-dt., hrsg. von Wolfgang Kluxen, Herders Bibliothek der Philosophie des Mittelalters Band 7, Herder, Freiburg 2007, ISBN 978-3-451-28689-6.
- Über die Herrschaft der Fürsten, übers. von Friedrich Schreyvogl, Nachwort von Ulrich Matz. [Nachdr.] Reclam, Stuttgart 1994 (Universal-Bibliothek: 9326), ISBN 3-15-009326-0.
- Expositio super librum Boethii De trinitate/Kommentar zum Trinitätstraktat des Boethius, Herders Bibliothek der Philosophie des Mittelalters Band 3, 2 Teilbände, lat.-dt., hrsg. von Peter Hoffmann in Verbindung mit Hermann Schrödter, Herder, Freiburg 2006, ISBN 978-3-451-28504-2 / ISBN 978-3-451-28684-1.
- Expositio in libri Boetii de Hebdomadibus/Kommentar zur Hebdomaden-Schrift des Boethius, Herders Bibliothek der Philosophie des Mittelalters Band 18, lat.-dt., hrsg. von Paul Reder. Herder, Freiburg 2009, ISBN 978-3-451-30298-5.
- Quaestio disputata ›De unione Verbi incarnati‹ („Über die Union des fleischgewordenen Wortes“). Lateinisch/deutsch. Herausgegeben, übersetzt, kommentiert und mit einer theologisch-theologiegeschichtlichen Reflexion versehen von Klaus Obenauer. Frommann-Holzboog, Stuttgart-Bad Cannstatt 2011. ISBN 978-3-7728-2563-7.
- Katechismus des hl. Thomas von Aquin oder Erklärung des Apostolischen Glaubensbekenntnisses, des Vaterunser, Ave Maria und der Zehn Gebote Gottes, Verlagsbuchhandlung Sabat, Kulmbach 2016, ISBN 978-3-943506-30-3.
- Der Prolog des Johannesevangeliums – Super Evangelium S. Joannis (caput I, lectio I-XI), Übers., Einf. und Erläut. v. Wolf-Ulrich Klünker, lat.-dt., Freies Geistesleben, Stuttgart 1986, ISBN 978-3-7725-0855-4.
- Über die Einheit des Geistes gegen die Averroisten – De unitate intellectus contra Averroistas. Über die Bewegung des Herzens – De muto cordis, Übers., Einf. und Erläut. v. Wolf-Ulrich Klünker, lat.-dt., Freies Geistesleben, Stuttgart 1987, ISBN 3-7725-0820-0.
- Über die Trinität. Eine Auslegung der gleichnamigen Schrift des Boethius: In librum Boethii de Trinitate Expositio, Übers. und Erläut. v. Hans Lentz, Einf. v. Wolf-Ulrich Klünker, lat.-dt., Freies Geistesleben, Stuttgart 1988, ISBN 978-3-7725-0850-9.
- Vom Wesen der Engel. De substantiis separatis seu de angelorum natura, Übers., Einf. und Erläut. v. Wolf-Ulrich Klünker. Stuttgart, Verlag Freies Geistesleben, lat.-dt., Freies Geistesleben, Stuttgart 1989, ISBN 978-3-7725-0919-3.
- Einführende Schriften in 5 Bd., lat.-dt., übers. von Josef Pieper, hg. von Hanns-Gregor Nissing und Berthold Wald, Band 1: Das Wort. Kommentar zum Prolog des Johannes-Evangeliums, ISBN 978-3-942013-35-2 (2017); Band 2: Das Herrenmahl. Der Eucharistie-Traktat der Summa theologiae (III 73-83), ISBN 978-3-942013-36-9 (2018), Band 3: Das Credo. Auslegungen zum Apostolischen Glaubensbekenntnis, ISBN 978-3-942013-37-6 (2019), Band 4: Das Vater unser. Auslegungen zum Herrengebet, ISBN 978-3-942013-38-3 (2020), Pneuma, München 2017-2020.

### Bibliographien
- Pierre Mandonnet et Jen Destrez: Bibliographie Thomiste, Saulchoir, Kain 1921; 2. edition revue et complétée par M.-D. Chenu, Vrin, Paris 1960.
- Terry L. Miethe et Vernon J. Bourke: Thomistic Bibliography, 1940-1978, Greenwood Press, Westport/Connecticut 1980.
- Richard Ingardia: Thomas Aquinas International Bibliography, 1977-1990, Philosophy Documentation Center, Bowling Green, Ohio 1993.

### Einführungen
- David Berger: Thomas von Aquins „Summa theologiae“. Wissenschaftliche Buchgesellschaft, Darmstadt 2004.
- David Berger: Thomas von Aquin begegnen. Sankt Ulrich Verlag, Augsburg 2002, ISBN 3-929246-77-5.
- Marie-Dominique Chenu: Das Werk des Hl. Thomas von Aquin, Vom Verf. durchges. u. verb. dt. Ausg., Übers., Verz. u. Erg. d. Arbeitshinw. v. Otto M. Pesch, Heidelberg u. a.: Kerle u. a. 1960.
- Brian Davies: The Thought of Thomas Aquinas. Clarendon Press, Oxford 1992.
- Paulus Engelhardt: Thomas von Aquin. Wegweisungen in sein Werk, Dominikanische Quellen und Zeugnisse Bd. 6. St. Benno Verlag, Leipzig 2005, ISBN 3-7462-1810-1.
- Maximilian Forschner: Thomas von Aquin. C.H. Beck, München 2006, ISBN 3-406-52840-6.
- Richard Heinzmann: Thomas von Aquin. Eine Einführung in sein Denken. Kohlhammer, Stuttgart u. a., 1994, ISBN 3-17-011776-9, uni-muenchen.de (PDF; 18,4 MB).
- Anthony Kenny: Thomas von Aquin, Verlag Herder, Freiburg im Breisgau 1999, ISBN 3-451-04744-6.
- Volker Leppin: Thomas von Aquin. Zugänge zum Denken des Mittelalters. Aschendorff Verlag, Münster 2009, ISBN 978-3-402-15671-1.[42]
- Volker Leppin (Hrsg.): Thomas Handbuch. Mohr Siebeck, Tübingen 2016. ISBN 978-3-16-150084-8 (Leinen) / ISBN 978-3-16-149230-3 (Broschur).
- Otto Hermann Pesch: Thomas von Aquin. Grenze und Größe mittelalterlicher Theologie. Eine Einführung. 3. Aufl. Matthias-Grünewald, Mainz 1995, ISBN 3-7867-1371-5.
- Josef Pieper: Thomas von Aquin. Leben und Werk. Topos Taschenbücher Bd. 869, Kevelaer 2014.
- Stefan Samerski: Thomas von Aquin. Der Theologe als Philosoph (= Philosophie für unterwegs. Band 20). Mitteldeutscher Verlag, Halle (Saale) 2024, ISBN 978-3-96311-825-8.
- Rolf Schönberger: Thomas von Aquin zur Einführung. 4. ergänzte Auflage. Junius, Hamburg 2012, ISBN 978-3-88506-351-3.
- Eleonore Stump: Aquinas. Routledge, London 2003.
- Jean-Pierre Torrell: Magister Thomas. Leben und Werk des Thomas von Aquin. Herder, Freiburg/B. 1995. ISBN 3-451-23652-4; im Orig. frz., engl. Übers. als Saint Thomas Aquinas: the person and his work, 2 Bände, Catholic University of America Press, Washington 2. Auflage 2005 (Die derzeit maßgebliche Darstellung).
- Albert Zimmermann: Thomas lesen. frommann-holzboog, Stuttgart/Bad Cannstatt 2000. ISBN 3-7728-2005-0.

### Spezielle Themen
- Gerhard Beestermöller: Thomas von Aquin und der gerechte Krieg. Friedensethik im theologischen Kontext der Summa Theologiae. (Theologie und Frieden. Band 4) J. P. Bachem Verlag, Köln 1990.
- K. Berg, M. Kaspar (Hrsg.): „Das buoch der tugenden“. Ein Kompendium des 14. Jahrhunderts über Moral und Recht nach der „Summa theologiae“ des Thomas von Aquin und anderen Werken der Scholastik und Kanonistik. Band I: Mittelhochdeutscher Text (= Texte und Textgeschichte. Band 7), Band II: Lateinische Quellen (= Texte und Textgeschichte. Band 8). Tübingen 1984.
- J. Budziszewski: Commentary on Thomas Aquinas’s 'Treatise on Law'. Cambridge University Press, 2014, ISBN 978-1-107-02939-2.
- David Burrell: Aquinas: God and Action. University of Notre Dame Press, Notre Dame IN 1979.
- Leo Elders: The Philosophical Theology of St. Thomas Aquinas. E. J. Brill, New York 1990.
- Denis Janz: Luther on Thomas Aquinas: The Angelic Doctor in the Thought of the Reformer. Franz Steiner Verlag Wiesbaden, 1989, ISBN 978-3-515-05434-8.
- Wolfgang Kluxen: Philosophische Ethik bei Thomas von Aquin. 3. Aufl. Meiner, Hamburg 1998, ISBN 3-7873-1379-6.
- Norman Kretzmann: The Metaphysics of Theism: Aquinas’ Natural Theology in Summa Contra Gentiles I/II. Clarendon Press, Oxford 1997/1999.
- Christoph Mühlum: Zum Wohl des Menschen. Glück, Gesetz, Gerechtigkeit und Gnade als Bausteine einer theologischen Ethik bei Thomas von Aquin (Contributiones Bonnenses, Reihe II, Band 3). Bernstein-Verlag, Gebr. Remmel, Bonn 2009, ISBN 978-3-9809762-5-1.
- Walter Patt: Metaphysik bei Thomas von Aquin. Eine Einführung. Turnshare, London 2004, ISBN 1-903343-59-3.
- Mathias Schneid: Psychologie des Thomas von Aquin. Editiones Scholasticae, Neunkirchen-Seelscheid 2022, ISBN 978-3-86838-273-0 (Erstausgabe:  Paderborn  1892, Unveränderter Nachdruck, ungekürzte Ausgabe).
- Markus Schulze: Leibhaft und Unsterblich. Zur Schau der Seele in der Anthropologie und Theologie des Heiligen Thomas von Aquin. Universitätsverlag, Freiburg 1992, ISBN 3-7278-0789-X.
- Markus Stohldreier: Zum Welt- und Schöpfungsbegriff bei Averroes und Thomas v. Aquin. Eine vergleichende Studie. Diss. 2008; München u. a. 2009, ISBN 978-3-640-34740-7.
- John Wippel: The Metaphysical Thought of Thomas Aquinas: From Finite Being to Uncreated Being. Catholic University of America Press, Washington 2000.

### Sonstiges
- Jahrbuch: Doctor Angelicus. Internationales Thomistisches Jahrbuch. Nova et vetera, Köln-Bonn, 2000–2007 (2007 Erscheinen eingestellt).
- Gilbert Keith Chesterton: Der stumme Ochse. Über Thomas von Aquin. Herder Verlag u. a. 1960; Neuauflage enthalten in: Der Hl. Thomas von Aquin und der Hl. Franz von Assisi. Nova et Vetera, 2003, ISBN 3-936741-15-8.

### Texte
Mehrere Werke
- Sämtliche Werke online (Corpus Thomisticum) (lateinisch)
- Werke (Memento vom 2. November 2002 im Internet Archive) (UBB Cluj) (lateinisch)
- Works in english (hg. Joseph Kenny)
- Les œuvres complètes en français de saint Thomas d’Aquin (französisch)
- Bibliotheca Thomistica IntraText Texte, Konkordanzen und Frequenzlisten

Theologische Summen
- Summa Theologiae in der Bibliothek der Kirchenväter (deutsch)
- Summa Theologiae bei logicmuseum.com (lateinisch-englisch)
- Summa Theologica bei newadvent.org (englisch) oder als Text-Datei downloadbar: Summa Theologica (englisch)
- Summa Theologiae, Bände 1–4 (von insgesamt 10), Übersetzung verschiedener Fathers of the English Dominican Province, London 2. A. 1920–22 (englisch)
- Joseph Rickaby: Summa Contra Gentiles in Teilen (englisch)

Sonstige Einzelwerke
- Sermones, Psalmen- und Sentenzenkommentare in Teilen beim Aquinas Translation Project (englisch)
- Das Seiende und das Wesen (De ente et essentia), deutsch (deutsch auch Über das Sein und das Wesen) (Online bei Zeno.org)
- Catena Aurea

### Bibliographien
- Werke von und über Thomas von Aquin in der Deutschen Digitalen Bibliothek
- Th. Bonin: Thomas Aquinas in English Bibliographie mit vielen Weblinks zu engl. Übersetzungen
- Enrique Alarcón et al.: Bibliographia Thomistica
- A. Schönfeld SJ: Bibliographie und Hilfsmittel (Memento vom 10. Dezember 2008 im Internet Archive)